# Sozialistische Blätter
Die Zeitschrift Sozialistische Blätter (SB) erschien zwischen April 1933 und August 1936 in insgesamt 40 Ausgaben insbesondere in Hannover als Organ der sozialdemokratischen Widerstandsorganisation Sozialistische Front (SF). 

## Inhalte
Nach der von Blumenberg Ende Mai/Anfang Juni 1933 verfassten programmatischen Schrift Was soll werden wurde in den SB immer wieder die NS-Diktatur einer fundamentalen Kritik unterzogen hinsichtlich deren Wirtschaftspolitik, Korruption, Kriegsvorbereitungen und anderem. Die Blätter thematisierten aber auch die Ursachen für das Aufkommen des Nationalsozialismus, seine Unterschätzung durch die Arbeiterbewegung und deren Erneuerung.
Doch die von Werner Blumenberg geführte Sozialistische Front

„war im Grunde eine Organisation zur Herstellung u. Verteilung der von Blumenberg redigierten „Sozialistischen Blätter“,“

die diesen Namen allerdings erst ab August 1934 trugen.

## Vertrieb
Verantwortlich für den Versand und die Verteilung war der technische Leiter Franz Nause. Die Auflagen von anfangs 200, am Ende um 400 bis 450 Exemplaren wurden schwerpunktmäßig in den Arbeiterstadtteilen Linden und Ricklingen verteilt, durch Verteilergruppen aber auch in Hildesheim, Otterndorf, Nienburg/Weser, Bad Oeynhausen und anderen Orten.